# Ovis musimon
Il muflone europeo (Ovis gmelini musimon) è un mammifero artiodattilo facente parte del superordine degli Ungulati, specificatamente della famiglia dei Bovidi. Discendente del muflone asiatico O. gmelini gmelinii Blyth 1841, il suo attuale status tassonomico, come del resto quello di tutta la sottofamiglia dei Caprini, è molto discusso: studi effettuati sul DNA delle varie specie ascritte a questa sottofamiglia hanno mostrato analogie fra specie ritenute distanti filogeneticamente e viceversa. Il muflone è diffuso sulle isole mediterranee di Sardegna (O. g. musimon), Corsica (O. g. musimon var. corsicana) e Cipro (O. g. ophion, sottospecie endemica come sancito in occasione del  VIth World Congress on Mountain Ungulates and Vth International Symposium on Mouflon svoltosi a Nicosia nel 2016): da quest'ultima popolazione, presente già 10.000 anni fa sull'isola, discendono le due di pregio naturalistico del mediterraneo occidentale a seguito di immissioni risalenti a 3000-4000 anni più tardi. Da qui, a partire dal XVIII secolo il muflone è stato in seguito introdotto anche in Europa continentale, in particolare se ne trovano popolazioni consistenti in Europa centrale. Per quanto attiene l'Italia, la stragrande maggioranza delle popolazioni introdotte nell'area continentale dopo il 1970 - tuttavia incluse anche quelle dell'isola d'Elba e di Capraia - deriva dal ceppo sardo-corso dell'Azienda Faunistico-Venatoria di Miemo (Pisa). Altre introduzioni hanno dato origine a popolazioni stabili di questi animali anche in Cile e negli Stati Uniti (Texas, Hawaii).
In Italia, oltre che con una buona popolazione autoctona in Sardegna e in particolare nel Gennargentu e nel Montiferru, il muflone è diffuso con una quarantina di popolazioni isolate (per un totale di circa 5 000 esemplari) in alcune isole minori (Isola d'Elba, Asinara, Capraia, Marettimo, Zannone); è presente in vari punti della penisola, in particolare all'interno del Parco naturale provinciale dell'Adamello-Brenta in Trentino e nel Parco Alto Garda Bresciano, dove è stato introdotto durante gli anni settanta, nel Parco naturale delle Alpi Marittime in Piemonte, in alcune zone prealpine bergamasche e lecchesi (per esempio sul monte Moregallo e sulle Prealpi Varesine. Sono anche presenti sulle Alpi Apuane, nell'Appennino centro-settentrionale e sul Gargano.

## Descrizione

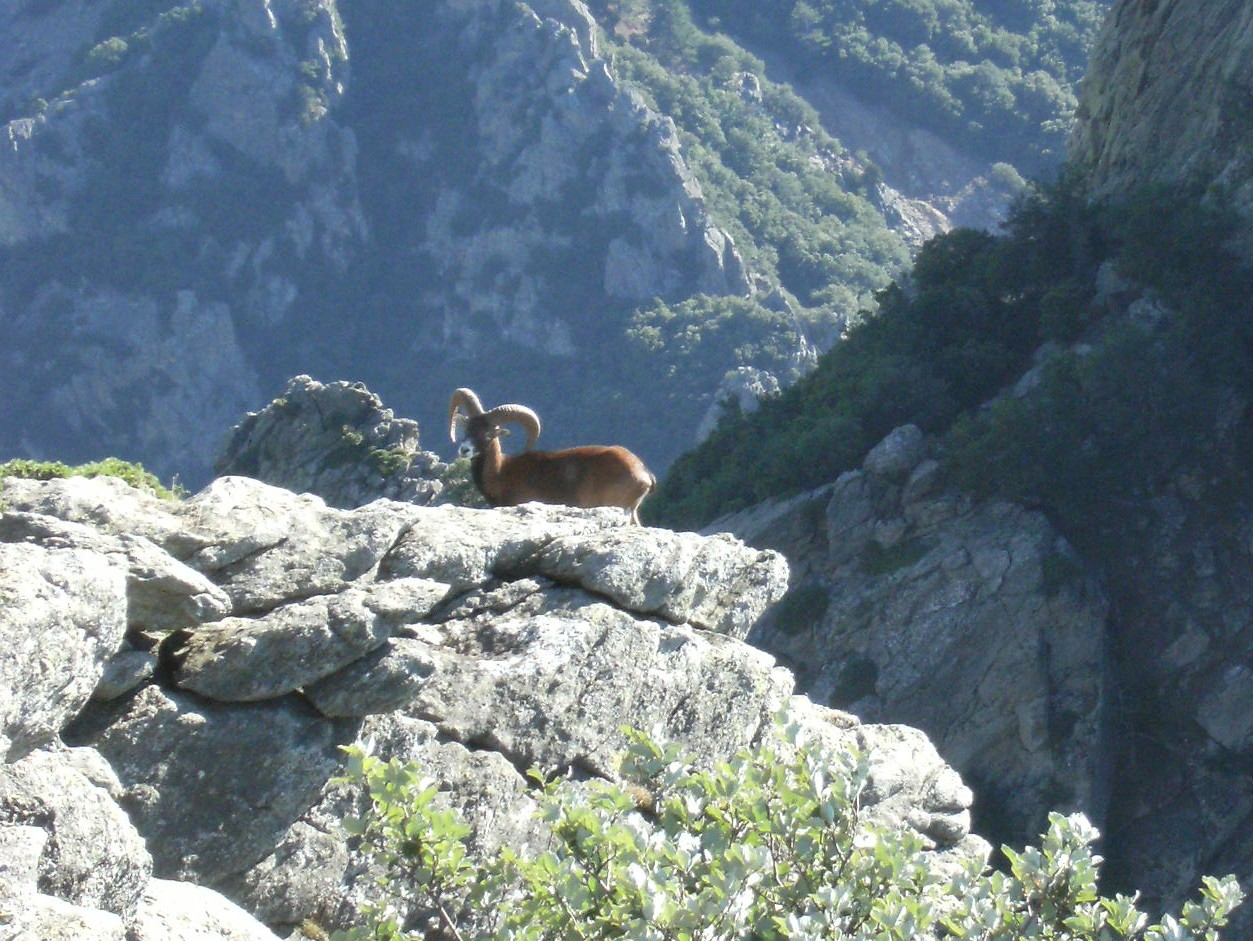
Muflone sulle rocce del Massiccio Centrale (Francia)

### Aspetto
Il pelo è ispido e di colore fulvo d'estate e bruno scuro d'inverno, con tonalità grigiastre e nerastre su spalle e collo: il muso, la parte interna delle orecchie, un cerchio perioculare, il ventre, il posteriore e la parte distale delle zampe sono bianchi. Nei maschi spesso è presente una "sella" bianca sul dorso, assente nelle femmine, che sono di colore marroncino.

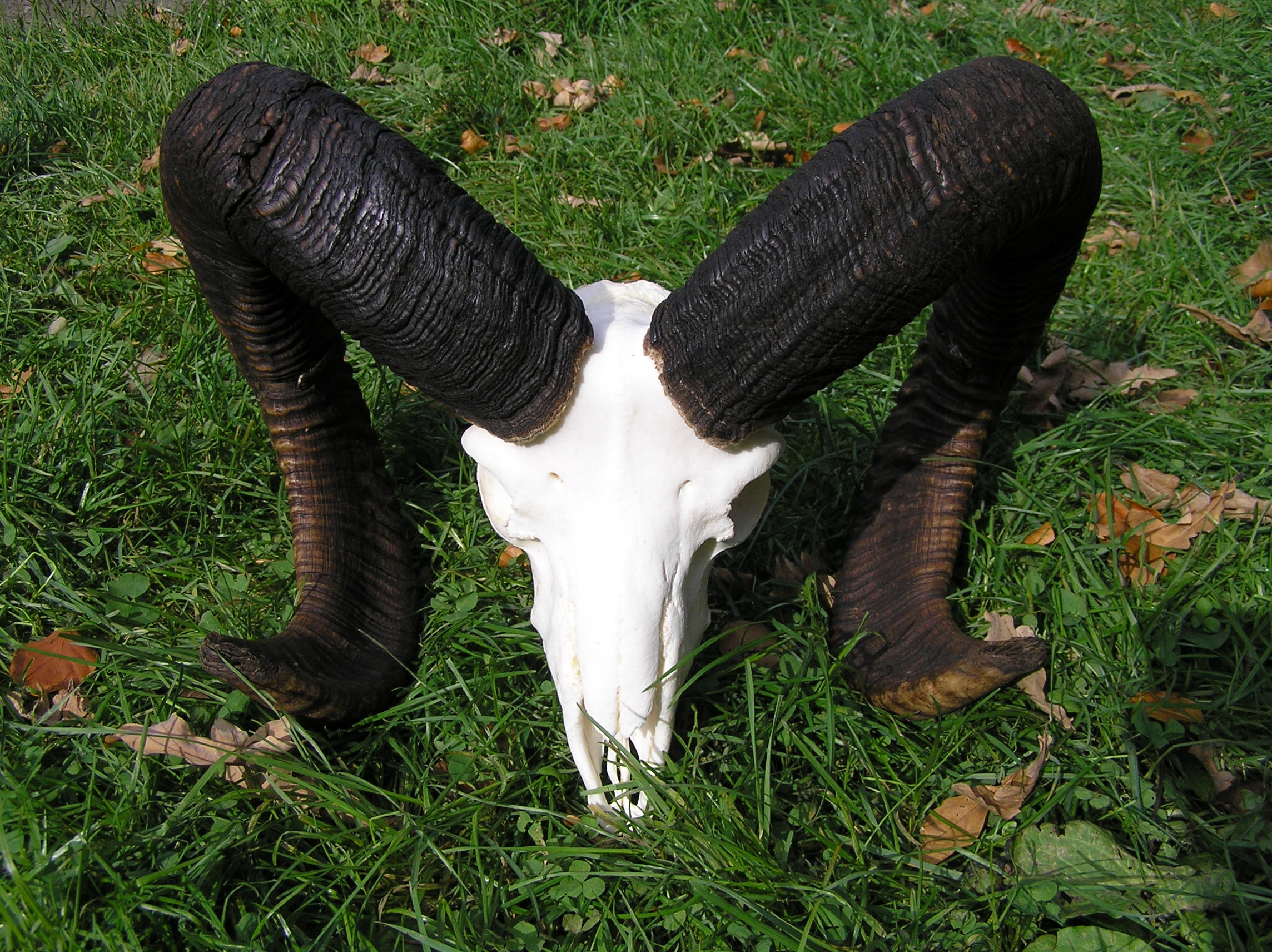
Un cranio di muflone maschio: notare le corna fisse nell'osso.

Caratteristica dei maschi è la presenza sul cranio di due grosse corna fisse su una base d'osso, che hanno crescita continua con tendenza alla spiralizzazione in senso laterale: le corna del muflone hanno un alto effetto spettacolare, che rende in particolare i vecchi maschi un trofeo molto ambito dai cacciatori. Più raramente corna ridotte possono essere presenti nelle femmine.

## Biologia

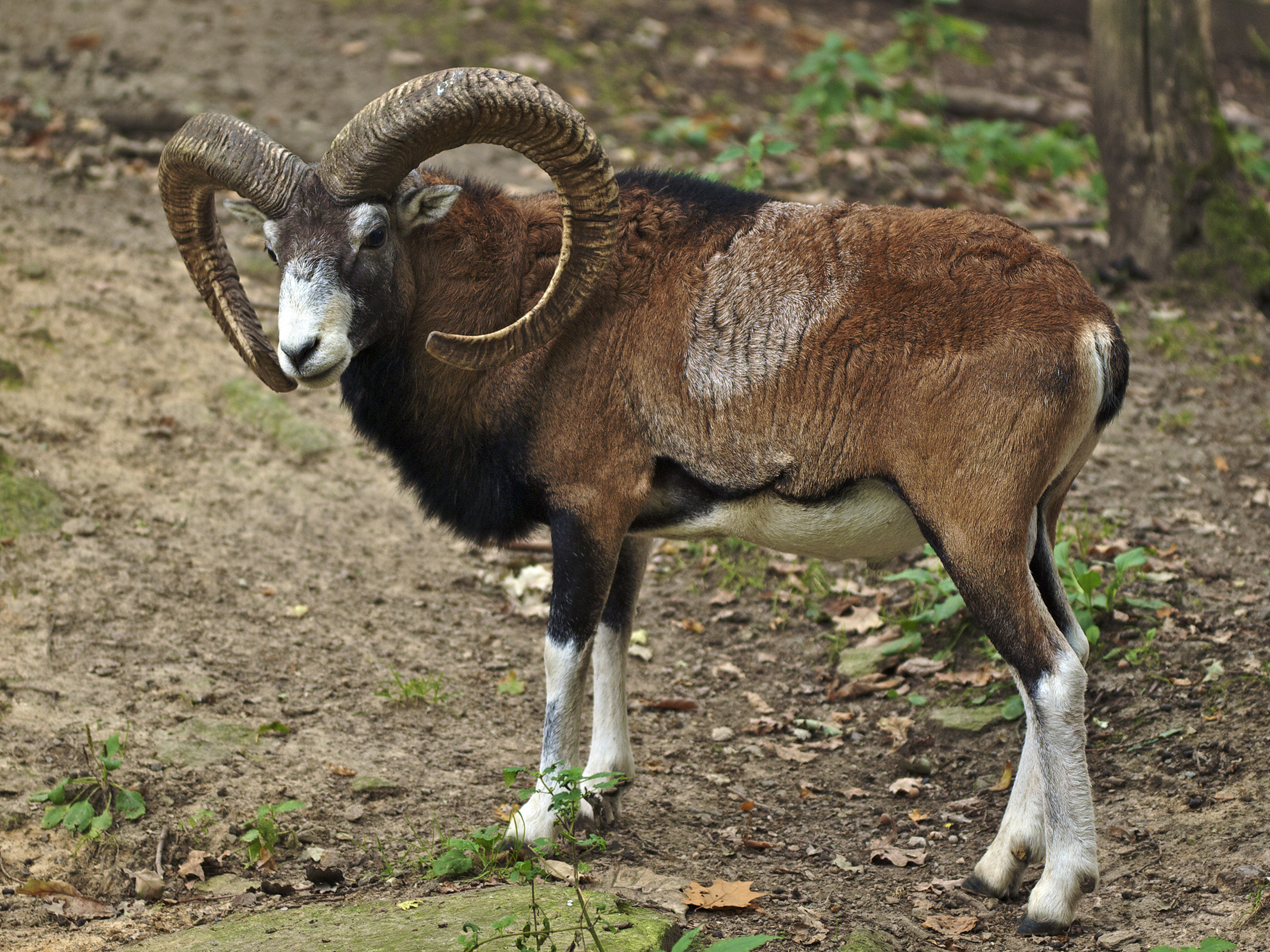
Un maschio adulto: notare la foggia delle corna e la "sella" bianca sul dorso

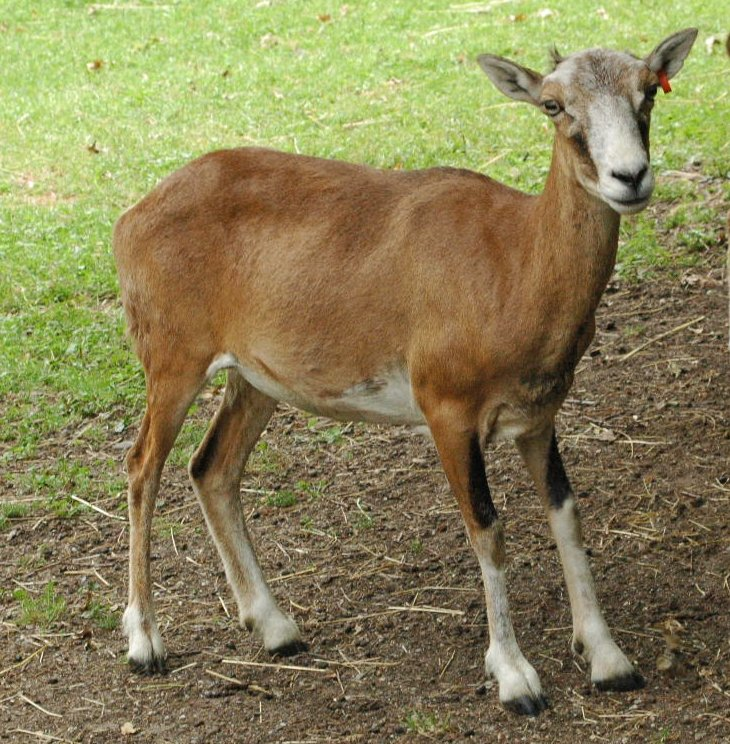
Una mufla: femmina di muflone.

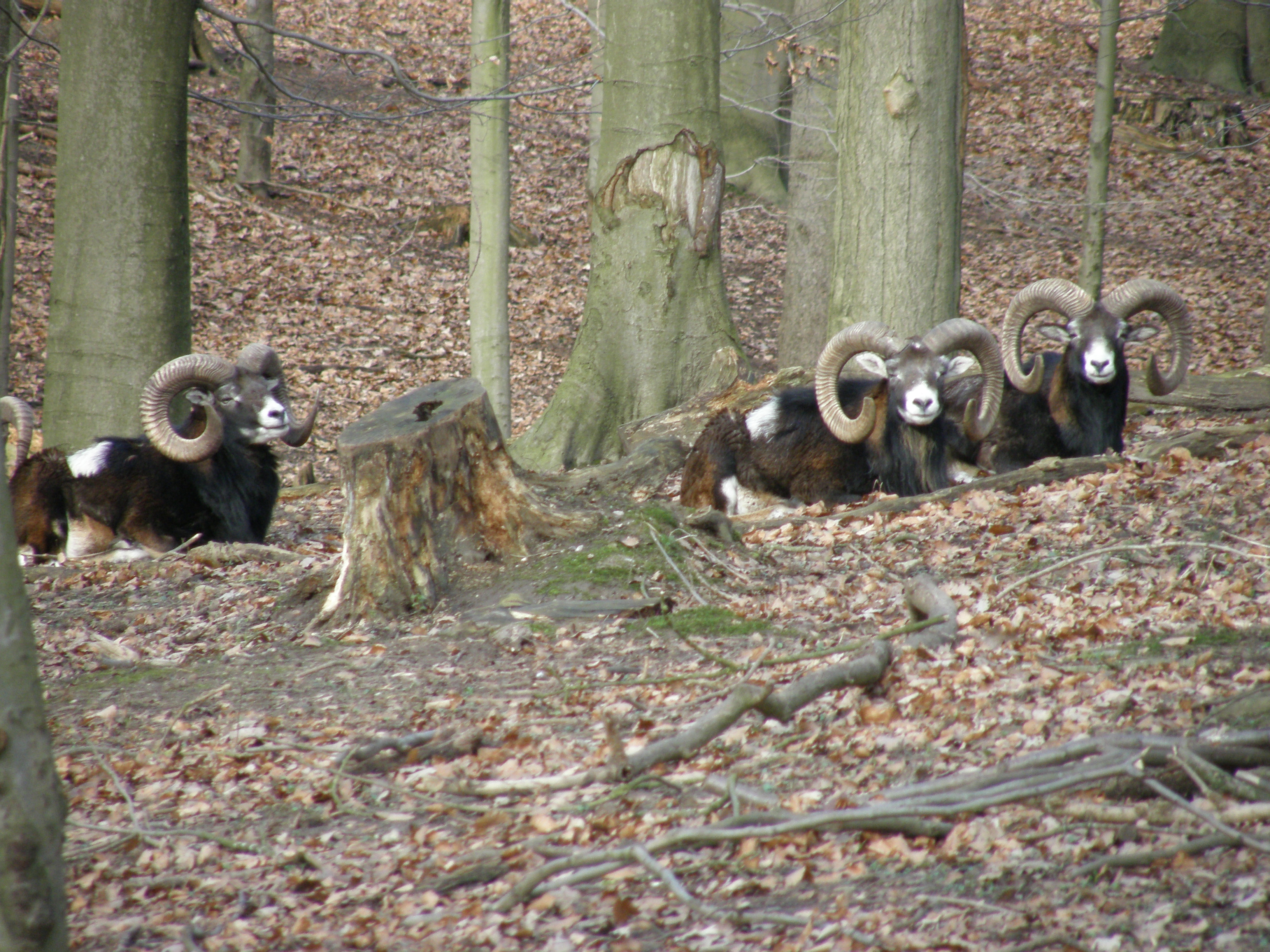
Un gruppetto di giovani maschi.

Il muflone predilige gli ambienti aperti in aree collinari, spesso con presenza di aree rocciose dove potersi rifugiare in caso di pericolo; tuttavia si è adattato a una grande varietà di habitat, dalle foreste di conifere ai boschi di latifoglie, raggiungendo anche altitudini di 1 500 m. Si tratta di animali diurni e dalle abitudini gregarie: le femmine con i piccoli vivono durante tutto l'arco dell'anno in grosse greggi, mentre i maschi giovani formano gruppi separati e meno consistenti numericamente, di solito composti da animali della stessa età. I maschi più anziani, invece, sono soliti vivere da soli. Come le capre selvatiche, il muflone non assume normalmente un comportamento territoriale, pur possedendo ghiandole odorifere preorbitali, interdigitali e inguinali atte a marcare i confini del territorio: nel caso di conflitti per il territorio o l'accoppiamento, tuttavia, il maschio scuote nervosamente la testa da un lato all'altro in segno di minaccia verso gli avversari.

### Alimentazione
Pur essendo animali da pascolo che, cioè, si nutrono soprattutto di erbe, i mufloni, così come anche le capre, sono in grado di mangiare pressoché tutti gli alimenti di origine vegetale. Sono anche capaci di brucare le piante dure e coriacee rifiutate dalla maggior parte degli ungulati, riuscendo così a sopravvivere in habitat particolarmente aridi. Occasionalmente si nutrono di ghiande e altri acheni o noci, specialmente di nocciolo, noce, castagno, faggio, farnia e leccio.

### Riproduzione
La stagione degli amori cade generalmente nel mese di ottobre (negli ambienti più freddi il periodo può cadere anche più tardi): in questo periodo, i maschi si avvicinano alle greggi di femmine, attratti dall'odore del loro estro, e competono fra loro per attirarne l'attenzione e potersi quindi accoppiare. I conflitti tra i maschi vengono normalmente risolti con cozzate frontali delle corna o con combattimenti spalla a spalla, generalmente senza che gli sfidanti si procurino lesioni gravi, grazie alla forte ritualizzazione del processo.
- Quando ricorrono ai cozzi con la testa, i due maschi si dispongono frontalmente, sbuffando ed agitando la testa, fino a quando, quasi all'unisono, prendono una breve rincorsa e saltano l'uno contro l'altro con un violento impatto, il cui rumore può essere sentito anche a grande distanza: le grandi corna e le forti ossa craniche e del collo proteggono l'animale da lesioni ossee.
- Il combattimento spalla a spalla è meno violento, poiché gli animali si spingono reciprocamente con le corna incrociate. Può capitare che le corna dei due sfidanti si incastrino le une con le altre e che perciò i due contendenti, impossibilitati a condurre una vita normale, muoiano di stenti o a causa di predatori nel caso in cui non riescano a liberarsi l'uno dall'altro.

Fra la fine di febbraio fino alla fine di aprile, le femmine gravide si allontanano dal gruppo e partoriscono, isolate, uno o due piccoli, che sono in grado di muoversi e camminare subito dopo la nascita e che devono essere allattati ogni quindici minuti circa. Quando arriva l'estate, le femmine con la loro prole (ed i giovani maschi, fino ai due anni di età) si riuniscono a formare greggi di 30-40 individui.
La speranza di vita dei mufloni maschi è di circa 12 anni, mentre le femmine sono generalmente più longeve, vivendo infatti anche oltre i 15 anni.

### Nemici
Il lupo e l'aquila reale sono i veri nemici del muflone; altri predatori, quali la volpe, ne cacciano occasionalmente i piccoli.
Il muflone è risultato particolarmente sensibile al ritorno del lupo in Italia. Provenendo da aree prive di lupi (isole del Mediterraneo) non ha sviluppato tecniche efficaci per sfuggire alla sua predazione, soprattutto in aree innevate. Pertanto, in talune zone, dove si è consolidata la presenza del lupo, il muflone si è estinto (foreste del Casentino) o fortemente ridotto di numero (Appennino tosco-emiliano). Di indole aggressiva, attacca se si sente minacciato.

## Rapporti con l'uomo

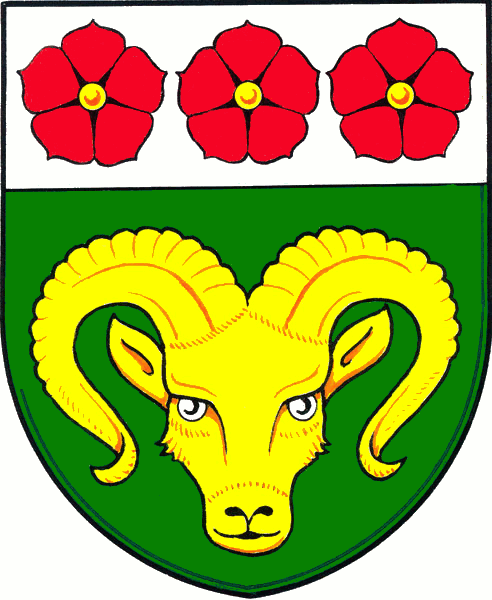
Lo stemma della città di Meziměstí, nella Repubblica Ceca, rappresentante un muflone.

L'esistenza del muflone è indissolubilmente legata a quella dell'uomo: è infatti accettata come verosimile dalla maggior parte degli studiosi l'ipotesi che questi animali siano in realtà delle pecore ancestrali, introdotte dall'uomo in ambienti insulari e rinselvatichitesi nel corso dei millenni, piuttosto che dei progenitori dell'attuale pecora, come si era sempre ritenuto fino ad alcuni lustri fa.
Il muflone è un animale piuttosto popolare nella cultura; tuttavia tale popolarità, più che alla biologia vera e propria dell'animale, è dovuta alla fonetica del suo nome. Generalmente, il nome "muflone" viene utilizzato per indicare in modo satirico qualcosa di esasperatamente e stereotipicamente mascolino, inteso come rozzo, peloso, puzzolente o legato al sesso.

## Conservazione
Il muflone oggi non è più a rischio di estinzione, è presente in tutta Europa ed è ovunque oggetto di prelievo venatorio. Negli anni '30, due personaggi assai noti nel mondo della conservazione (Ghigi e Baldacci) riuscirono a contrabbandare nel continente alcuni esemplari che, immessi prima nelle riserve e poi nel territorio libero, oggi sono molto diffusi nella dorsale appenninica e nelle Prealpi. Nella penisola è specie cacciabile, ma solo in selezione come quasi tutti gli ungulati, tranne il cinghiale.
Negli ultimi anni vi è stato un cambiamento nella gestione dell'ungulato a livello venatorio e non, visto che si è cominciata a considerare la presenza del selvatico alloctona nella penisola, nociva per gli altri selvatici autoctoni, in primis il camoscio delle Alpi, portando a problemi di convivenza. Ciò ha cambiato l'azione dei piani di prelievo venatori da conservativi a regolatori, al fine di evitare l'espansione dei singoli nuclei già presenti e adattati al territorio. In certe situazioni si è giunti a decidere l'eradicazione totale del muflone. A tal proposito sono emblematici i casi dell'isola d'Elba e dell'Isola del Giglio, quest'ultimo fortemente contestato per via dell'unicità genetica della popolazione di muflone Gigliese, la quale risulta portatrice di varianti genetiche ancestrali e scomparse nella popolazione di muflone sardo da cui è stata originata.
Solamente in Sardegna, dove vivono attualmente più di 6 000 capi, il muflone è ancora specie protetta. Negli ultimi decenni, grazie all'attività dell'ex ente foreste della Sardegna, sono state effettuate numerose reintroduzioni nelle aree in cui era scomparso. Qui le maggiori minacce sono rappresentate dal bracconaggio, dall’allevamento ovino allo stato brado e dal randagismo.